# Жан-Гаспар Дебюро
Жан-Гаспар Дебюро (або Батист; Jean-Gaspard-Baptiste Deburau, справжнє ім'я — Ян Кашпар Дворжак (Jan Kašpar Dvořák); 31 липня 1796, Колін, тоді Священна Римська імперія, нині Чехія — 16 червня 1846 Париж, Липнева монархія) — французький актор-мім, творець знаменитого образу П'єро.
Син артиста бродячого цирку, канатного танцюриста Філіпа Дебюро і чеської служниці Катержини Кралової. У 1811 році його сім'я влаштувалася в Парижі. Ще через 5 років Батист разом з братом Францем став актором театру Фюнамбюль на бульварі дю Тампль. У 1819 він з великим успіхом зіграв роль П'єро в пантомімі «Арлекін-лікар». Розвивав традиції комедії дель арте. Похований на кладовищі Пер-Лашез.
Мімом і продовжувачем традицій став син Батиста — Шарль Дебюро (1829—1873). З обома Дебюро часто порівнювали Чапліна і Марсо.